# Ligiscus
Ligiscus – rodzaj stawonogów z wymarłej gromady trylobitów, z rzędu Corynexochida.
Żyły w okresie syluru (ludlow) i wczesnego dewonu.